# Pangea Ultima

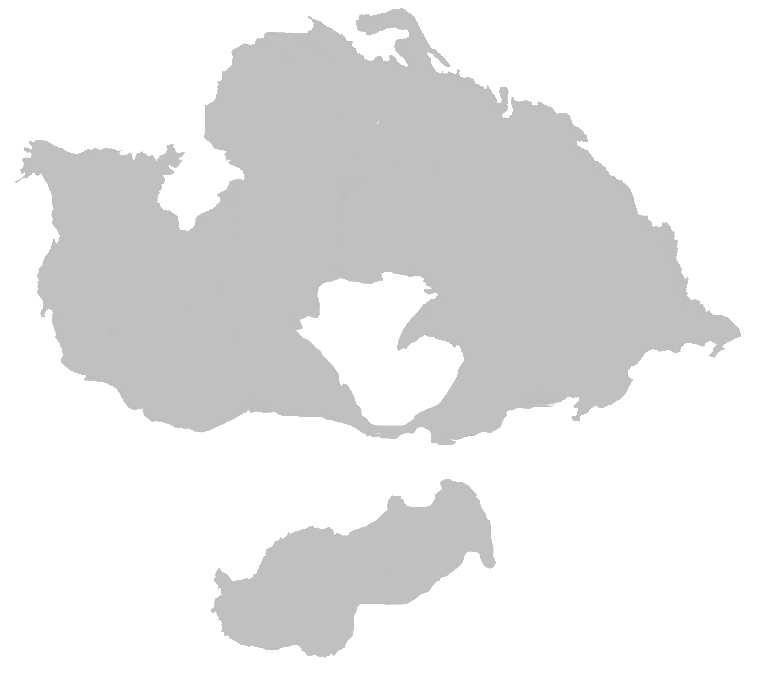
Pangea Ultima zoals het eruit zou kunnen zien

Pangea Ultima (ook Pangaea Proxima, Neopangaea of Pangaea II genoemd) is een mogelijk supercontinent dat zich 250 miljoen jaar in de toekomst kan gaan vormen. Dit supercontinent dankt zijn naam aan overeenkomsten met het vorige grote supercontinent, Pangea. In het scenario van Pangea Ultima zal de Atlantische Oceaan zich weer sluiten, wat Amerika weer samen zal voegen met Afrika en Europa. Pangea Ultima zal worden omringd door de Mega Pacifische Oceaan. Bij de botsing van Afrika en India ontstaat het Somalayagebergte.